# Slovénie au Concours Eurovision de la chanson 2016
La Slovénie a annoncé le 15 septembre 2015 sa participation au Concours Eurovision de la chanson 2015 à Stockholm, en Suède. Le pays est représenté par ManuElla et sa chanson Blue and Red, sélectionnées via l'émission EMA 2016.

## Sélection
La sélection fait concourir dix chansons lors d'un show télévisé, dans lequel le représentant de la Slovénie sera choisi à travers deux étapes dans la même soirée. Tout d'abord, un panel de trois jurys sélectionneront deux super-finalistes parmi les dix chansons en lices. Chaque membre du jury professionnel donnera un score de 1 à 5 (du score le plus bas au score le plus haut), et le total des trois juges donnera le résultat final. Lors de la super-finale, le télévote uniquement déterminera le représentant pour la Slovénie en 2016.
| Finale | Finale               | Finale             |
| Ordre  | Artiste              | Chanson            |
| ------ | -------------------- | ------------------ |
| 1      | Anja Baš             | What If            |
| 2      | Žan Serčič           | Summer Story       |
| 3      | Anja Kotar           | Too Cool           |
| 4      | San Di EGO           | Brez tebe          |
| 5      | D Base               | Spet živ           |
| 6      | Regina               | Alive in Every Way |
| 7      | ManuElla             | Blue and Red       |
| 8      | Raiven               | Črno bel           |
| 9      | Nuša Derenda         | Tip Top            |
| 10     | Sebastijan Lukovnjak | Tales of Tomorrow  |

| Superfinale | Superfinale | Superfinale  | Superfinale | Superfinale |
| Ordre       | Artiste     | Chanson      | Voix        | Place       |
| ----------- | ----------- | ------------ | ----------- | ----------- |
| 1           | ManuElla    | Blue and Red | 3 865       | 1           |
| 2           | Raiven      | Črno bel     | 3 738       | 2           |

## À l'Eurovision
La Slovénie a participé à la deuxième demi-finale, le 12 mai 2016. Arrivé en 14e position avec 57 points, le pays ne s'est pas qualifié pour la finale.